# 烏伊索山
11°33′20″S 76°27′38″W / 11.55556°S 76.46056°W
烏伊索山（Uyshu），是秘魯的山峰，位於該國中南部利馬大區，由瓦羅奇里省的萬薩區負責管轄，屬於安地斯山脈的一部分，海拔高度5,038米。